# VieON
VieON là một ứng dụng OTT về truyền hình và video theo yêu cầu được cung cấp bởi Công ty Cổ phần VieON (trước đây là Dzones) trực thuộc Tổ hợp truyền thông và giải trí Đất Việt (DatVietVAC) tại Việt Nam. Ứng dụng được phát hành vào năm 2020, với hơn 140 kênh truyền hình trong nước và quốc tế, phim truyền hình tự sản xuất (original series), chuơng trình truyền hình giải trí đình đám được biết đến rộng rãi trên toàn quốc, các giải thể thao đỉnh cao và livestream trực tiếp các sự kiện lớn. Ngoài ra, VieON còn cung cấp các phim hoạt hình, phim truyền hình, chương trình truyền hình từ nhiều quốc gia như Hàn Quốc, Trung Quốc hay phim điện ảnh Hollywood.

## Lịch sử
Ứng dụng được lên kế hoạch phát triển vào năm 2016, với sự hợp tác từ đối tác tư vấn chiến lược BCG Digital Ventures của Hoa Kỳ. Trước năm 2020, VieON là phiên bản được đổi tên của VTVcab ON, sản phẩm đặt dưới sự quản lý của Tổng Công ty Truyền hình Cáp Việt Nam (VTVCab) và DatVietVAC.
Vào ngày 15 tháng 6 năm 2020, sau 4 năm nghiên cứu và thử nghiệm, phiên bản mới của VieON chính thức được tập đoàn DatVietVAC phát hành với chủ thể kinh doanh và cung cấp Dịch vụ là Công ty Cổ phần Vie Channel. Đây được xem là ngày ra mắt chính thức của ứng dụng. Ngày 21 tháng 7 năm 2023, VieON chuyển đổi chủ thể kinh doanh và cung cấp dịch vụ sang Công ty Cổ phần VieON.
Tháng 1 năm 2024, VieON chính thức ra mắt phiên bản toàn cầu, VieON Global, hướng đến đối tượng người dùng là người Việt Nam sinh sống tại nước ngoài.

## Bối cảnh
Theo Kantar Media Việt Nam, có tới 84% người Việt có độ tuổi từ 15 – 54 sử dụng mạng xã hội mỗi ngày, và trong khảo sát cùng lĩnh vực của Nielsen, có 90% người được hỏi trả lời khảo sát họ xem truyền hình trực tiếp hàng tuần. Bên cạnh đó, theo tổ chức nghiên cứu Muvi, doanh thu thị trường OTT Đông Nam Á từ năm sau có thể đạt đến mức 650 triệu đô mỗi năm.
Hiểu được điều đó, tập đoàn DatVietVAC đã lên kế hoạch nghiên cứu và phát triển ứng dụng OTT, mặc dù thị trường Việt Nam cũng đã có một số "ông kẹ" như FPT Play hay là ông lớn của thị trường quốc tế Netflix. Bên cạnh đó, DatVietVAC cũng không giấu giếm tham vọng sẽ biến ứng dụng này trở thành kênh giải trí số 1 dành cho người Việt.

## Nội dung sản xuất

### Phim
- Gạo nếp gạo tẻ - Phần 2 (2020)
- Cây táo nở hoa (2021)
- Giấc mơ của mẹ (2022)
- Nữ chủ (2023)
- Mặt trời mùa đông (2023)
- Hoa vương (2023)
- Yêu trước ngày cưới (2023)
- Ước mình cùng bay (2024)
- Ván cờ danh vọng (2024)
- 7 năm chưa cưới sẽ chia tay (2024)
- Hạnh phúc bị đánh cắp (2024)
- Tiểu tam không có lỗi? (2024)

### Chương trình giải trí
- 2 ngày 1 đêm
- Bài hát của chúng ta
- Anh trai "say hi"
- Em xinh "say hi"
- Rap Việt
- Người ấy là ai
- Hành trình rực rỡ
- Nhanh như chớp
- Siêu thử thách
- Sóng
- Ca sĩ mặt nạ
- Siêu trí tuệ Việt Nam
- Tổ đội "1 không 2"

## Giải thưởng & vinh danh
| Năm  | Giải thưởng                                                 | Hạng mục                             | Đề cử | Kết quả   |
| ---- | ----------------------------------------------------------- | ------------------------------------ | ----- | --------- |
| 2022 | Giải thưởng Make in Vietnam                                 | Sản phẩm số xuất sắc cho xã hội số   | VieON | Giải Bạc  |
| 2022 | Asia Pacific Enterprise Awards                              | Thương Hiệu Truyền Cảm Hứng          | VieON | Đoạt giải |
| 2024 | Vietnam iContent Awards                                     | Nền tảng giải trí Việt của năm       | VieON | Đề cử     |
| 2024 | Giải thưởng Tập đoàn Doanh nghiệp Trách nhiệm Châu Á (AREA) | Social Empowerment (Thúc đẩy xã hội) | VieON | Đoạt giải |

### Vinh danh
- Được Tạp chí The Asian Business Review trao tặng "Giải thưởng công nghệ xuất sắc Châu Á" ở hạng mục “Dịch vụ trực tuyến” trong lĩnh vực “Truyền thông & Giải trí” 2 năm 2021, 2022[15]